# Masaki Ikeda
Masaki Ikeda (japanisch 池田 昌生 Ikeda Masaki; * 8. Juli 1999 in der Präfektur Osaka) ist ein japanischer Fußballspieler.

## Karriere
Ikeda erlernte das Fußballspielen in der Jugendmannschaft von Cerezo Osaka und in der Schulmannschaft der Higashiyama High School. Seinen ersten Vertrag unterschrieb er 2018 beim Fukushima United FC. Der Verein spielte in der dritthöchsten Liga des Landes, der J3 League. Für den Drittligisten aus Fukushima absolvierte er 97 Spiele. Anfang 2021 wechselte er zum Erstligisten Shonan Bellmare